# 安岳黃桷大佛寺摩崖造像
黃桷大佛寺摩崖造像位於四川省安岳縣黃桷鄉福應山崖壁間。原大佛寺已毀，寺後有一直徑兩米多的大黃桷樹，黃桷大佛因此得名。大佛為彌勒佛，坐像，依岩雕成。像高16米，頭頂螺髻，跏趺安坐於5米高的蓮花座上，面相豐盈，神態端莊慈祥，身著通肩袈裟，內襯輕薄佛衣，結說法印，造像古樸大方，為四川八大佛之一。大佛周圍有保護完好的10餘龕約60軀摩崖造像。均系唐代造像。1967年，大佛頭部被炸毀。
1989年列入安岳縣文物保護單位。1961年7月13日公佈為四川省第二批歷史及革命文物保護單位。1980年重新公佈文物保護單位時將其遺漏，既未列入，也未列入註銷名單。2008年公布为第二批资阳市文物保护单位。